# 損保ジャパン美術財団選抜奨励賞
損保ジャパン美術財団選抜奨励賞（そんぽじゃぱんびじゅつざいだんせんばつしょうれいしょう）は、毎年その年に損保ジャパン美術財団が各公募美術団体及び推薦委員による選抜を委託し新鋭作家を集めた損保ジャパン美術財団選抜奨励展を損保ジャパン東郷青児美術館にて開催されこの選抜された作家に授与される賞である。その受賞作の中から審査により特に優れた新人作家へ損保ジャパン美術賞と秀作賞を贈っている。新人画家の登竜門であることから画壇の芥川賞と呼ばれている。展覧会のテーマは『リアルタイムの表現が集う。選ばれた新進作家たち』である。 

## 概要
現在の損保ジャパン美術財団の前進である安田火災美術財団が1977年にその役目を終えたとの理由で終了した安井賞の後を日本画壇を守る理由から安田火災美術財団奨励賞として引き継ぐ。2003年からは財団変更により損保ジャパン美術財団選抜奨励賞と改称する。この賞の選抜方法は審査委託した美術団体ごとに1名を選抜し授与している。損保ジャパン美術財団選抜奨励展ではこの受賞者に加え推薦委員による推薦作家を合せコンクールによる審査を行い損保ジャパン美術賞と秀作賞を決定する。また50歳以下という条件があり、新人発掘を重視している現れであり、新人画家の登竜門と言われる由縁である。受賞者には賞状と賞金が授与される。

## 名称変更以降の受賞作家一覧
- 第22回 （2003年）
- 損保ジャパン美術賞
  - 福井路可 『昨日の風、明日の海』
- 秀作賞
  - 柏本龍太 『sign』
  - 諏訪敦 『既視感』
  - 滝田一雄 『室内風景』

- 第23回 （2004年）
- 損保ジャパン美術賞
  - 権藤信隆 『現』
- 秀作賞
  - 小島隆三 『破壊と創造』
  - 藤田禅 『鼓動』
  - 田中宏治 『The Foam in being Square』

- 第24回 （2005年）
- 損保ジャパン美術賞
  - 後藤拓朗 『部屋・紫・少女の砂』
- 秀作賞
  - 久保輝秋 『坂道－'05』
  - 遠山香苗 『15/02/04』
  - 矢澤健太郎 『ある日の午後』

- 第25回 （2006年）
- 損保ジャパン美術賞
  - 岩岡航路 『南島・鮫池・忍』
- 秀作賞
  - 安冨洋貴 『僕に至る隔たり』
  - 榎本香菜子 『最後の個体』
  - 樫原隆男 『イエローウイング』

- 第26回 （2007年）
- 損保ジャパン美術賞
  - 中谷晃 『卓上の楽園』
- 秀作賞
  - 木村富秋 『鳥唄（岬）』
  - 鈴木雅明 『Untitled-Light2006』
  - 波田浩司 『羽の舞う日』

- 第27回 （2008年）
- 損保ジャパン美術賞
  - 田中紘子 『ヨコハマ スパイラル』
- 秀作賞
  - 西田陽二 『MADONNA DELLA SEGGIOLA』
  - 八代美紀 『惑星』
  - 薮下育絵 『バナナ』

- 第28回 （2009年）
- 損保ジャパン美術賞
  - 弓手研平 『梅雨色田植図（憲法前文三部作その二）』
- 秀作賞
  - 細川憲一 『Trace紋章』
  - 山本雄三 『祈り―温もりに包まれて』
  - 大矢加奈子 『line-girls』

- 第29回 （2010年）
- 損保ジャパン美術賞
  - 杉本克哉 『distance／ヘイタイきても、トマトつぶれても･･･』
- 秀作賞
  - 大川ひろし 『行き場を失くした素顔』
  - 濵田尚吾 『記憶に咲く花』
  - 三宅設生 『リビドー競争』

- 第30回 （2011年）
- 損保ジャパン美術賞
  - 鈴木愛弓 『ゆく道は金木犀の香り　もうすぐ冬が来る』
- 秀作賞
  - 菅野静香 『苑』
  - 蒼野甘夏 『金星に橇滑猿図』
  - 出山映子 『illusion』

（第30回損保ジャパン美術財団選抜奨励展画集より引用）

## 選抜を委託されている美術団体と展覧会
- 亜細亜現代美術展（亜細亜美術交友会）
- 一陽展（一陽会）
- 一線展（一線美術会）
- 旺玄展（旺玄会）
- 近代美術協会展（近代美術協会）
- 現展（現代美術家協会）
- 元陽展（元陽会）
- 行動展（行動美術協会）
- 光風会展（光風会）
- 光陽展（光陽会）
- 国展（国画会）
- 三軌展（三軌会）
- 示現会展（示現会）
- 主体展（主体美術協会）
- 朱葉会展（朱葉会）
- 春陽展（春陽会）
- 女流画家協会展（女流画家協会）
- 新協展（新協美術会）
- 新構造展（新構造社）
- 新象展（新象作家協会）
- 新世紀展（新世紀美術協会）
- 水彩連盟展（水彩連盟）
- 創元展（創元会）
- 創造展（創造美術会）
- 第一美術展（第一美術協会）
- 太平洋展（太平洋美術会）
- 中美展（中央美術協会）
- 東光展（東光会）
- 独立展（独立美術協会）
- 二科展（二科会）
- 二紀展（二紀会）
- 日洋展（日洋会）
- 日本水彩展（日本水彩画会）
- 白日展（白日会）
- 美術文化展（美術文化協会）
- モダンアート展（モダンアート協会）

（第30回損保ジャパン美術財団選抜奨励展画集より引用）